# İlham Kərimov
İlham Kərimov (ur. 2 lipca 1976) – azerski bokser, uczestnik Letnich Igrzysk Olimpijskich 1996 w Atlancie, ćwierćfinalista Mistrzostw Europy 1996 w Vejle.

## Kariera
We wrześniu 1994 był uczestnikiem Mistrzostw Świata Juniorów 1994 w Stambule, na których rywalizował w kategorii półciężkiej. Udział na turnieju zakończył już w 1/16, przegrywając swój pojedynek na punkty.
Na przełomie marca a kwietnia 1996 rywalizował na Mistrzostwach Europy 1996 w Vejle. W 1/8 finału kategorii półciężkiej pokonał przed czasem w pierwszej rundzie reprezentanta Estonii Valeriego Semiskura. W ćwierćfinale pokonał go na punkty (4:10) Francuz Jean-Louis Mandengué, który później zdobył srebrny medal na tych mistrzostwach. W lipcu 1996 reprezentował Azerbejdżan w kategorii półciężkiej na Letnich Igrzyskach Olimpijskich 1996 w Atlancie. Azer przegrał na igrzyskach swój pierwszy pojedynek ze Szwedem Ismaelem Koné, któremu uległ wyraźnie na punkty (3:22). W klasyfikacji generalnej został sklasyfikowany na 17. pozycji.
We wrześniu 1997 rywalizował na turnieju im. Muhammada Alego w Louisville. Doszedł tam do ćwierćfinału, w którym przegrał z reprezentantem Stanów Zjednoczonych Anthonym Stewartem. W sierpniu 1999 był uczestnikiem Wojskowych Igrzysk Światowych rozgrywanych w Zagrzebiu. Udział zakończył na 1/8 finału, w którym przegrał z reprezentantem Niemiec Mikiem Hanke.